# Dejeania hecate
Dejeania hecate là một loài ruồi trong họ Tachinidae.